# Saint-Just-d'Avray
Saint-Just-d'Avray är en kommun i departementet Rhône i regionen Auvergne-Rhône-Alpes i östra Frankrike. Kommunen ligger i kantonen Amplepuis som tillhör arrondissementet Villefranche-sur-Saône. År 2022 hade Saint-Just-d'Avray 743 invånare.

## Befolkningsutveckling
Antalet invånare i kommunen Saint-Just-d'Avray
| Referens: INSEE |